# Огнєн Чанчаревич
Огнєн Чанчаревич (вірм. Օգնյեն Չանչարևիչ; серб. Огњен Чанчаревић / Ognjen Čančarević, нар. 25 вересня 1989, Ужиці) — сербський і вірменський футболіст, воротар вірменського клубу «Алашкерт» та  національної збірної Вірменії.
Дворазовий чемпіон Вірменії. Володар Кубка Вірменії. Володар Суперкубка Вірменії.

## Ігрова кар'єра
Народився 25 вересня 1989 року в місті Ужиці. Вихованець футбольної школи клубу «Слобода» (Ужице). Дорослу футбольну кар'єру розпочав 2006 року в основній команді того ж клубу, в якій провів один сезон, взявши участь в одному матчі чемпіонату. 
Згодом з 2006 по 2009 рік грав у складі команд «Златібор», «Слога Баїна Башта», «Севойно» та «Слобода» (Ужице).
Своєю грою за останню команду привернув увагу представників тренерського штабу клубу «Раднички» (Крагуєваць), до складу якого приєднався 2009 року. Відіграв за команду з Крагуєваця наступні п'ять сезонів своєї ігрової кар'єри. Більшість часу, проведеного у складі крагуєвацьких «Радничок», був основним голкіпером команди.
Протягом 2014—2018 років захищав кольори клубів «Слобода» (Ужице), ОФК (Белград), «Младост» (Лучани) та «Радник» (Сурдулиця).
До складу клубу «Алашкерт» приєднався 2018 року.

## Виступи за збірну
2017 року викликався до національної збірної Сербії на товариську гру проти збірної США.
Після п'яти років виступів у Віменії за «Алашкерт» прийняв пропозицію отримати вірменське громадянство і того ж 2023 року дебютував в офіційних матчах у складі національної збірної Вірменії.
| Дата      | Місто     | Господарі | Результат | Гості    | Турнір            | Голи | Примітки |
| --------- | --------- | --------- | --------- | -------- | ----------------- | ---- | -------- |
| 16-6-2023 | Кардіфф   | Уельс     | 2 – 4     | Вірменія | Відбір до ЧЄ 2024 | -2   | 80'      |
| 19-6-2023 | Єреван    | Вірменія  | 2 – 1     | Латвія   | Відбір до ЧЄ 2024 | -1   |          |
| 8-9-2023  | Ескішехір | Туреччина | 1 – 1     | Вірменія | Відбір до ЧЄ 2024 | -1   | 74'      |
| Усього    |           | Матчів    | 3         |          | Голів             | -4   |          |

## Титули і досягнення
- Чемпіон Вірменії (3):

«Алашкерт»: 2017-2018, 2020-2021
«Ноах»: 2024-2025
- Володар Кубка Вірменії (2):

«Алашкерт»: 2018-2019
«Ноах»: 2024-2025
- Володар Суперкубка Вірменії (2):

«Алашкерт»: 2018, 2021